# چیرینگا
چیرینگا (به لاتین: Chiringa) یک منطقهٔ مسکونی در مالاوی است که در منطقه جنوبی مالاوی واقع شده‌است. چیرینگا ۱٬۷۰۰ متر بالاتر از سطح دریا واقع شده‌است.